# 브록 치점
브록 치점(영어: Brock Chisholm)은 캐나다의 정신과 의사이다. 세계보건기구의 초대 사무총장을 역임하였다. 제1차 세계 대전에 참전하였고 제2차 세계 대전 중 캐나다 육군의 의무총감을 역임하였다. 1944년 캐나다 보건복지부의 차관을 지낸 후 1948부터 1953년까지 WHO의 사무총장으로 보직하였다.

## 같이 보기
- 세계보건기구